# Evelyn Pierrepont, 1. vévoda z Kingstonu
Evelyn Pierrepont, 1. vévoda z Kingstonu (Evelyn Pierrepont, 1st Duke of Kingston upon Hull, 1st Marquess of Dorchester, 5th Earl of Kingston upon Hull, 5th Viscount Newark, 5th Baron Pierrepont) (1665, West Dean, Anglie – 5. března 1726, Holme Pierrepont, Anglie) byl britský politik a dvořan ze staré šlechtické rodiny Pierrepontů. Od roku 1690 zasedal ve Sněmovně lordů, uplatnil se především po nástupu hannoverské dynastie, kdy zastával řadu čestných úřadů, deset let byl také členem britské vlády. V roce 1715 byl povýšen na vévodu a v roce 1719 obdržel Podvazkový řád.

## Kariéra

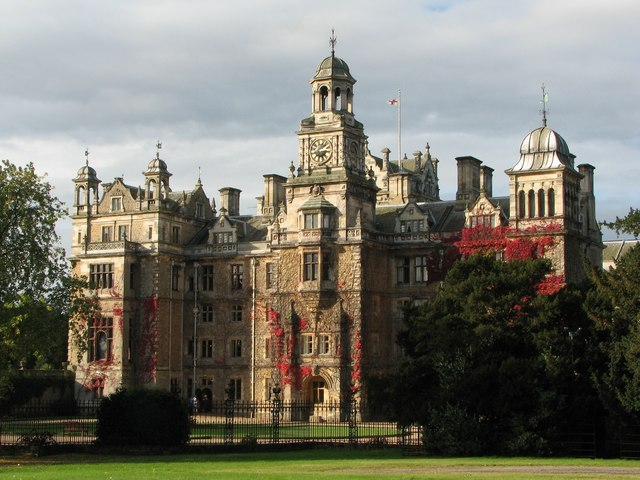
Zámek Thoresby Hall (Nottinghamshire), hlavní sídlo 1. vévody z Kingstonu

Pocházel ze staré šlechtické rodiny, narodil se jako třetí a nejmladší syn Roberta Pierreponta (1635–1669). Studoval ve Westminsteru a v Cambridge, v letech 1689–1690 byl krátce členem Dolní sněmovny, po úmrtí svých starších bratrů zdědil v roce 1690 titul hraběte z Kingstonu a vstoupil do Sněmovny lordů. Veřejně činný byl až od počátku 18. století, kdy patřil k oblíbeným představitelům aristokracie. V roce 1705 byl členem komise pro sloučení Anglie se Skotskem a v roce 1706 získal titul markýze z Dorchesteru (tento titul užívali Pierrepontové v jiné linii již předtím). V letech 1706–1711 byl nejvyšším sudím v hrabství Wiltshire a v roce 1708 byl jmenován členem Tajné rady, po nástupu toryů k moci se musel dočasně stáhnout do ústraní.
Jako přední stoupenec whigů se znovu uplatnil po nástupu hannoverské dynastie, znovu se stal nejvyšším sudím ve Wiltshire (1714–1726), zároveň zde byl lordem místodržitelem, v letech 1714–1717 byl též královským sudím v severních hrabstvích (Justice in Eyre north of the Trent). V roce 1715 byl povýšen na vévodu z Kingstonu a poté se stal členem vlády jako lord strážce tajné pečeti (1716–1719 a 1720–1726), mezitím byl krátce prezidentem Tajné rady (1719–1720). V roce 1719 obdržel Podvazkový řád a v případě nepřítomnosti Jiřího I. v Anglii byl též několikrát členem místodržitelského sboru (1719, 1720, 1723 a 1725–1726).

## Majetkové poměry a potomstvo

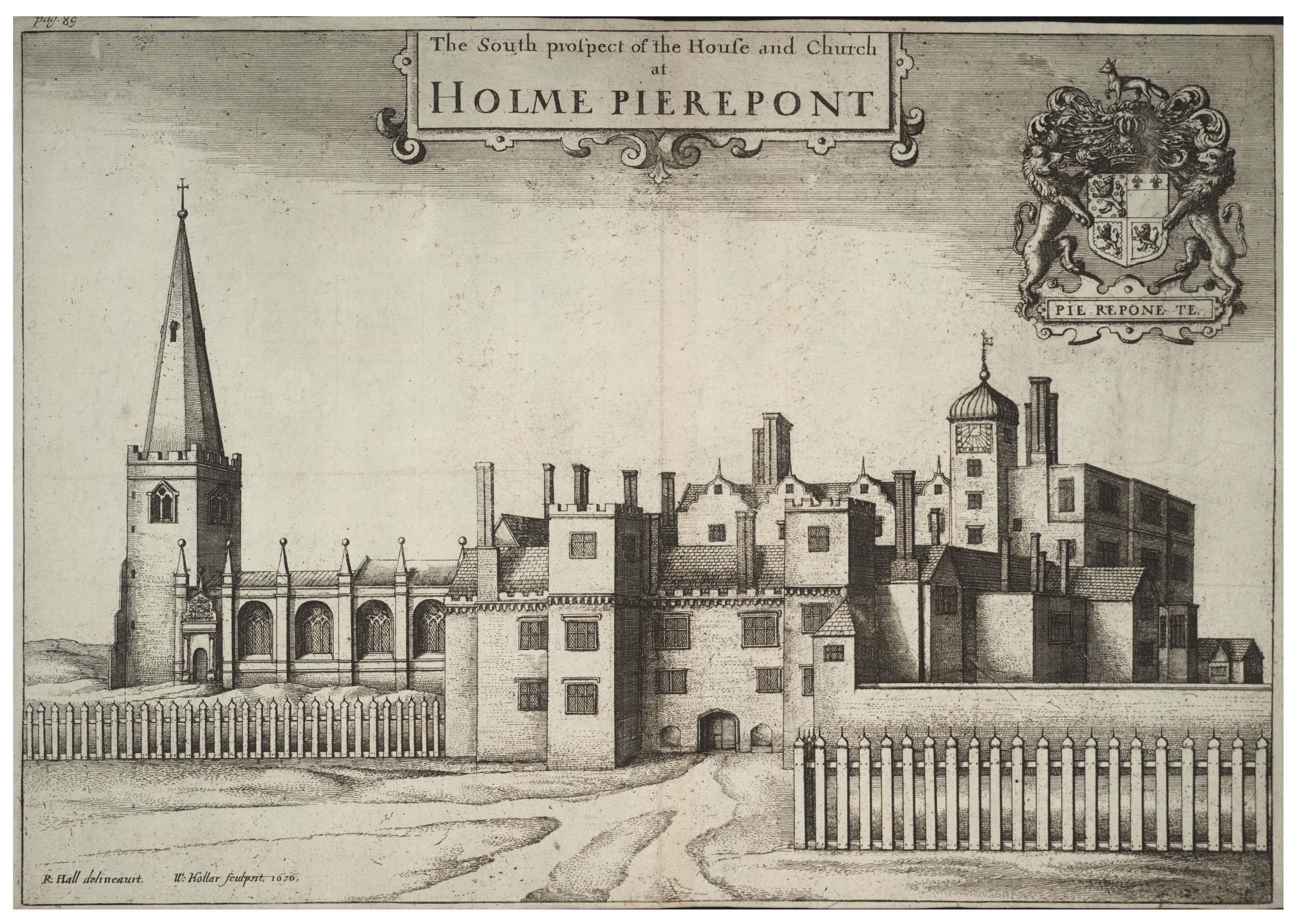
Zámek Holme Pierrepont Hall (Nottinghamshire) na rytině Václava Hollara

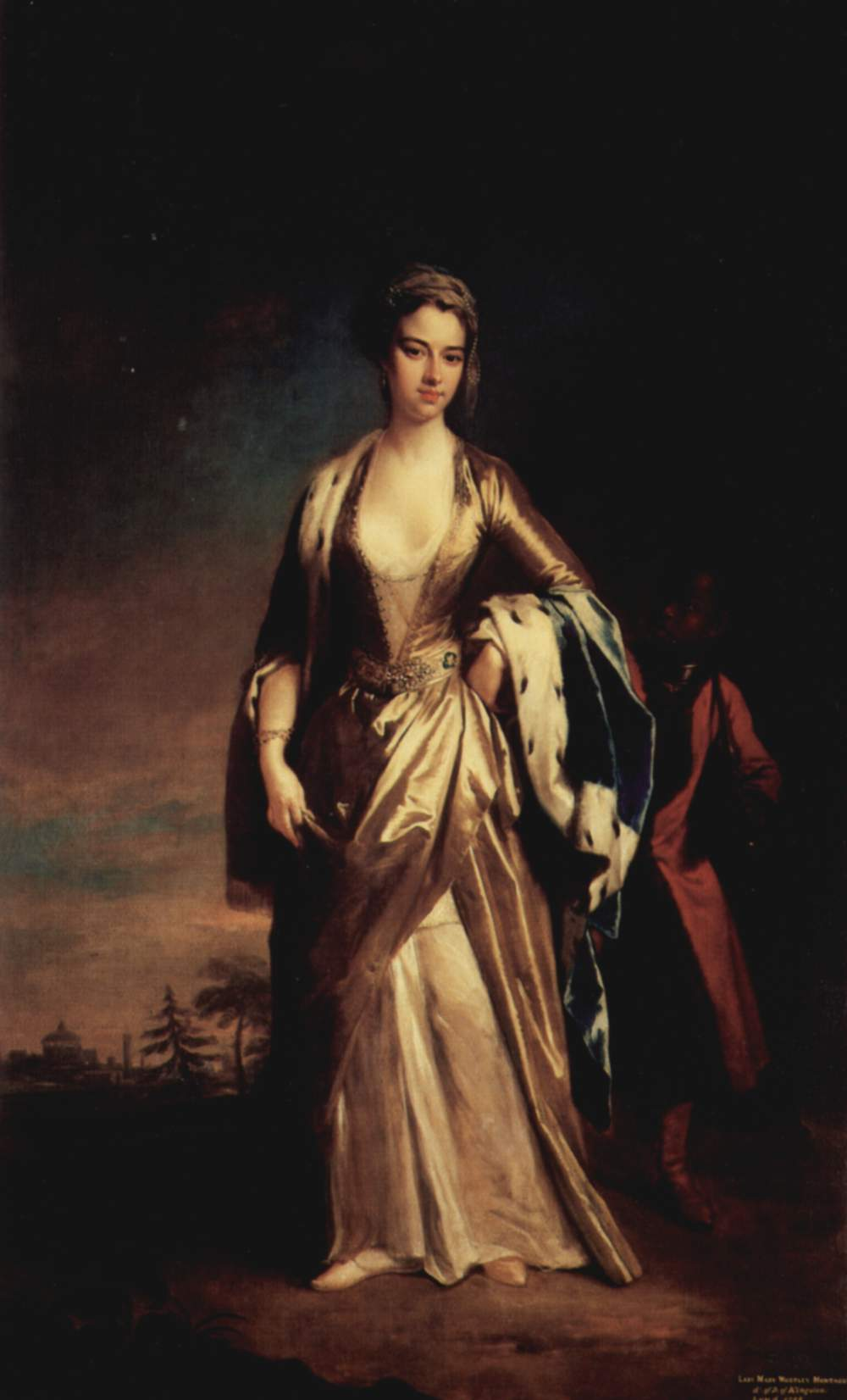
Spisovatelka Mary Wortley Montagu, dcera 1. vévody z Kingstonu (portrét z roku 1725)

Jeho majetkem po předcích byl zámek Holme Pierrepont Hall poblíž Nottinghamu, toto panství patřilo Pierrepontům od konce 13. století. Hlavním sídlem v době 1. vévody z Kingstonu byl ale zámek Thoresby Hall (Nottinghamshire), jehož současná podoba pochází z 19. století. V roce 1708 koupil z majetku markýze z Halifaxu zámek Berrymead Priory (Middlesex), který se stal jeho oblíbeným sídlem poblíž Londýna a častým hostem zde byl princ waleský.
Poprvé se oženil v roce 1687 s Mary Feilding (1668–1697), dcerou 3. hraběte z Denbighu, jeho druhou manželkou byla od roku 1714 Isabella Bentinck (1688–1727), dcera 1. hraběte z Portlandu. Jediný syn William, hrabě z Kingstonu, zemřel předčasně na neštovice, dědicem titulů a majetku se stal vnuk Evelyn Pierrepont, 2. vévoda z Kingstonu.
Potomstvo:
- Mary (1689–1762), spisovatelka, manžel Edward Wortley Montagu (1678–1761), diplomat
- Frances (1690–1761), manžel John Erskine, 6. hrabě z Maru (1675–1732), ministr pro Skotsko
- Evelyn (1691–1727), manžel John Leveson-Gower, 1. hrabě Gower (1694–1754), lord strážce tajné pečeti 1742–1743, 1744–1754
- William, hrabě z Kingstonu (1692–1713)
- Caroline (1716–1753), manžel Thomas Brand (1717–1770), poslanec Dolní sněmovny